# Total War: Shogun 2
Total War: Shogun 2 é um jogo de computador desenvolvido pela Creative Assembly e publicado pela Sega. Lançado a 15 de março de 2011, Shogun 2 é o sétimo título da série Total War.
Shogun 2 foi aclamado pela crítica e bem recebido pelos fãs em geral. Nas primeiras semanas de lançamento vendeu mais de 600 mil cópias.

## Jogabilidade
Shogun 2 se passa no século XVI, no Japão feudal, durante o final da Guerra de Ōnin. O país está dividido entre clãs rivais, liderados por um Daimyo, cada um lutando por controle de mais territórios. O jogador incorpora o papel de um desses Daimyo, com o objetivo de dominar outras facções e disseminando seu poder sobre o Japão. A versão normal do jogo apresentará oito facções, cada uma começando numa posição do mapa e com diferentes níveis militares e políticos.
Saindo do padrão europeu de outros jogos da série Total War, os desenvolvedores fizeram mudanças significativas na jogabilidade de Shogun 2. Por exemplo, para refletir nas características de guerra asiáticas, a IA foi feito a partir dos princípios do livro A Arte da Guerra, de Sun Tzu. Também, ao contrário de Empire: Total War, que tinha quase o mundo inteiro, Shogun 2 se passa apenas nas ilhas japonesas, e com um número reduzido de unidades.
Na campanha, o jogador precisa supervisionar o desenvolvimento de assentamentos, produção militar, crescimento econômico e o avanço tecnológico. Os exércitos e unidades são organizadas e movidas através do mapa de campanha pelo jogador para batalhar contra outras facções. Além dos combates, o jogador pode usar diplomacia, manobras políticas e o uso de agentes especiais para ganhar vantagens. Ninjas e Gueixas podem ser usados como espiões e assassinos. Apesar de não ter um papel grande como em Medieval 2, a religião não pode ser neglicenciada. A maior interação com estrangeiros europeus (comerciantes Nanban), para ter acesso a armas de fogo melhores, por exemplo, acaba expondo o clã ao cristianismo, o que gera descontentamento religioso nas províncias. Agentes religiosos como monges e padres podem ser usados para converter as regiões do inimigo.
Em Shogun 2, líderes e generais recebem personalidade e um gameplay profundo, com enfase na jogatina. Generais e agentes são representados como heróis "acima-da-vida" com características únicas e habilidades poderosas. O jogador pode melhorar e desbloquear habilidades especiais e títulos para os personagens quando eles ganham experiencia. Além disso, o jogador pode também ser inclinado em engajar nas políticas familiares do clã para manter os membros leais.
As batalhas envolvem combates de larga escala entre exércitos que se encontram no mapa de campanha e se passam na água ou no mar. Os desenvolvedores afirmaram está dando atenção especial em refazer as batalhas navais e de cerco para o novo ambiente. Em contraste aos castelos europeus e as fortificações abaluartadas, os Castelos japoneses possuem múltiplas muralhas, e por isso as batalhas de cerco possuem um foco menor na defesa das muralharas e um maior nas lutas nos pátios e em movimentos táticos. Além disso, os jogadores vão lutar em batalhas navais com navios únicos dos japoneses que lembram "castelos flutuantes" e que levam em consideração ataques corpo-a-corpo nos navios, flechas de fogo, terreno costeiro e outros fatores.
Assim como nos jogos mais recentes, Empire e Napoleon Total War, o clima e as condições climáticas tem efeitos nas batalhas. Por exemplo, a névoa reduz a visibilidade, enquanto a chuva pesada diminui a efetividade das tropas de longo alcance, como arqueiros e mosqueteiros, o que obriga os jogadores a adaptar suas estratégias. Também, assim como em Napoleon, exércitos que ficam nas províncias inimigas durante o inverno ou as frotas distantes da costa sofrem atrição.
Shogun 2 é conhecido por um evento único da série conhecido como Reino Dividido, em que um a um, todos os clãs controlados pelo computador sobreviventes declaram guerra ao jogador e se aliam uns aos outros, o que os aliados dos jogadores tentem a fazer em jogos extensos. Reino Dividido é ativado quando o jogador captura territórios o bastante ou captura Kyoto. A fama do clã mostra o quão perto o jogador está de ativar Reino Dividido.
Shogun 2 apresenta batalhas de multiplayer que chegam até 8 jogadores assim como campanhas de multiplayer envolvendo a jogatina cooperativa ou competitiva de 2 jogadores. Na campanha de multiplayer os jogadores podem ser agrupados em diferentes clãs, então para cada clã, um jogador assume o papel de líder do clã e os outros pegam o comando dos exércitos. O líder do clã tem a habilidade de comandar outros jogadores e recompensar eles baseados na sua lealdade e performance, introduzindo politicas de clã no multiplayer. Quando um jogador derrota um exercito inimigo e conquista territórios, o jogador vai ganhar pontos e outros bônus para o clã. Em adição, um sistema de Conquistas é designado para provir jogadores aderentes com habilidades únicas e melhorias cosméticas.

### Conteúdo para Donwload
- "O pacote do clã Ikko-ikki" adiciona o clã dos "monges guerreiros" para Shogun 2 e muitos conteúdos novos para usar nos vários modos de jogo. O novo clã possui 8 unidades novas, uma nova arvore tecnológica, uma nova batalha histórica: O Ceco de Nagashima de 1574 , a armadura dos Ikko Ikki é disponibilizada para o avatar.
- "O pacote de unidades Sengoku Jintai" adiciona 10 novas unidades de elite. Além disso a dlc veio com um patch que corrige vários bugs e renova o balanceamento das unidades no multiplayer.
- "O pacote de unidades Santos e Heróis" adiciona 9 novas unidades de heróis para os modos de single e multi player. junto com essa DLC veio um patch que corrige vários bugs e renova o balanceamento das unidades no multiplayer.
- " A campanha Ascensão do Samurai", situada 400 anos antes do período da campanha principal, se passa nas Guerras Genpei, um conflito entre 6 clãs legendários das famílias Taira, Minamoto e Fujiwara, que culminou no primeiro Shogunato e na ascensão dos Samurai como a classe dominante. Essa Dlc adiciona novas unidades, 16 unidades de terra 4 unidades heroicas, 10 unidades navais, 3 novas habilidades navais especiais,4 novos tipos de agentes,  novas árvores tecnológicas e a Batalha de Anegawa.
- " O pacote do Clã Hattori " inclui todos os outros conteúdos disponibilizados na edição limitada. O clã Hattori é mestre no Ninjútsu Iga-ryū, uma coleção única de habilidades de artes marciais e técnicas de guerrilhas. Os Hattori também possui as unidades ninjas mais poderosas. A Batalha de Nagashino também é disponibilizada.
- "O pacote de sangue" adiciona sangue e efeitos visuais de violência pesada e os efeitos de som apropriados.
- "O pacote do Clã Otomo" adiciona um clã cristão com uma árvore de pesquisas levemente diferente e unidades mais "ocidentalizadas".